# NGC 5181
NGC 5181 ist eine 13,9 mag helle linsenförmige Galaxie vom Hubble-Typ S0 im Sternbild der Jungfrau und etwa 338 Millionen Lichtjahre von der Milchstraße entfernt.
Sie wurde am 29. März 1830 von John Herschel entdeckt.